# Äthiopien-Epaulettenflughund

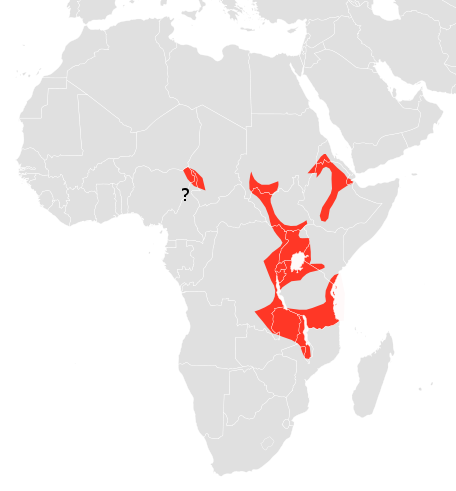
Verbreitungsgebiet des Äthiopien-Epaulettenflughundes

Der Äthiopien-Epaulettenflughund oder Temmincks Epaulettenflughund (Epomophorus labiatus) ist ein Fledertier in der Familie der Flughunde. Die Art kommt mit mehreren disjunkten Populationen in Ostafrika vor.

## Merkmale
Dieser Flughund ist mit 58 bis 80 mm langen Unterarmen ein mittelgroßer Vertreter seiner Gattung. Bei ausgewachsenen Exemplaren beträgt die Kopf-Rumpf-Länge 108 bis 143 mm, die Hinterfußlänge 18 bis 22 mm, die Länge der Ohren 17 bis 21 mm und das Gewicht 51 bis 99 g. Der Schwanz ist, wenn vorhanden, nur bis zu 5 mm lang. Weibchen sind allgemein etwas kleiner und heller gefärbt als Männchen. Beim hellbraunen Fell der Oberseite besitzen die Haare der Männchen an den Haarwurzeln einen kurzen dunkelbraunen Abschnitt. Das Fell der Unterseite ist bei Männchen überwiegend hellbraun und wird zur Bauchmitte hin weiß. Weibchen haben rosabraunes Fell auf der Brust und etwas dunkleres Fell auf dem Bauch. Namensgebendes Merkmal sind die Epauletten (Schulterstücke einer Uniform) gleichenden weißen Haarbüschel auf den Schultern der meisten Männchen. Zusätzlich kommen bei beiden Geschlechtern weiße Flecken vor und hinter den Ohren vor. Der Kopf ist außerdem durch nackte braune Ohren, große Augen und fleischfarbene Lippen gekennzeichnet. Auf dem Gaumen befinden sich sechs querliegende Wülste. Der Äthiopien-Epaulettenflughund besitzt dunkelbraune Flughäute.

## Verbreitung
Die nördlichsten Populationen wurden in Eritrea, im zentralen Sudan und im Grenzbereich zwischen Nigeria und Tschad dokumentiert. Im Süden erreicht die Art den Osten der Demokratischen Republik Kongo und das nördliche Tansania. Dieser Flughund lebt im Flachland und in Gebirgen oder Hochflächen bis 2200 Meter Höhe. Er bewohnt feuchte Landschaften, in denen Grasflächen, Gebüschflächen und Wälder, wie Regenwälder, Afromontane Wälder oder Miombo-Wälder, ein Mosaik bilden. Nahe der Küste konnte die Art in Mangrovenwäldern registriert werden.

## Lebensweise
Die Exemplare bilden am Ruheplatz eine kleine Gruppe von etwa zwölf Mitgliedern. Sie halten sich dabei kopfüber an den Zweigen von Bäumen oder Sträuchern fest. In dieser Position können sie im Unterholz klettern. Der Äthiopien-Epaulettenflughund fliegt recht langsam im Kronenbereich der Bäume. Wenn die Tiere den Boden erreichen, können sie von diesem den Flug starten. Zur Körper- und Fellpflege werden die poröse Zunge und die Krallen der Hinterfüße benutzt.
Die Nahrung besteht hauptsächlich aus Feigen und anderen Früchten, z. B. aus Myrobalanen (Terminalia), aus Mangos (Mangifera) sowie aus Früchten der Gattungen Irvingia und Salvadora. Komplettierend nimmt dieser Flughund Nektar und Pollen vom Leberwurstbaum (Kigelia africana) und anderen Pflanzen zu sich.
Die Weibchen einer Population in Regionen, in denen zwei Regenzeiten vorkommen, sind zur gleichen Zeit paarungsbereit. Die Geburt des einzelnen Jungtieres und die anschließende erneute Paarung erfolgen zu Beginn der Regenzeiten im März und April sowie im September und Oktober. So ergibt sich eine Trächtigkeitsdauer von fünf bis sechs Monaten. In Gebieten mit einer Regenzeit zwischen November und April erfolgt die Geburt zwischen Oktober und Februar.

## Bedrohung
Kleinere Populationen können aufgrund von Jagd für den Bushmeat-Markt abnehmen. Der Gesamtbestand wird als stabil eingeschätzt. Die Art wird von der IUCN als „nicht gefährdet“ (least concern) gelistet.